# 细胞生态海河实验室
39°06′41″N 117°30′06″E / 39.1113°N 117.5016°E细胞生态海河实验室，位于天津市滨海新区高新区月新道10号，是天津市人民政府批复设立的首批五家海河实验室之一。中国医学科学院血液病医院（中国医学科学院血液学研究所）是细胞生态海河实验室建设和发展的承建单位，刘德培任实验室主任。